# 張遨揚
張遨揚（英語：Kurt Cheung Ngo Yeung，3月19日－），出生於香港，香港電影、電視劇、廣告製作人。

## 監製/策劃作品
- 2023年：電視劇 《和解在後》
- 2021年：電影 《一人婚禮》
- 2020年：電視劇 《太平紋身店》
- 2019年：電影 《一秒拳王》
- 2019年：電影 《幻愛》
- 2019年：網絡電影 《反飆車行動》
- 2018年：電影 《速戰》
- 2018年：電影 《G殺》
- 2017年：電影 《極品閨蜜》
- 2017年：電影 《盛開的紫荊花》
- 2017年：網絡電影 《蛻變吧，股神重生》
- 2017年：網劇 《复仇者．魔》
- 2016年：網劇 《女明星失踪事件》
- 2015年：香港電台 《圍城》
- 2014年：電視劇 《诱惑 (韩国电视剧)》（香港部份）

## 製片作品
- 2022年：電影   《驅魔龍族馬小玲》
- 2021年：電影   《出租家人》
- 2021年：電影   《#PTGF出租女友》
- 2019年：電影   《墮落花》
- 2018年：電視劇  《多功能老婆》
- 2018年：電影   《作家的謊言：筆忠誘罪》
- 2017年：電影   《洩密者們》
- 2017年：電影   《三個綁匪七條心 （页面存档备份，存于）》
- 2017年：網絡電影《失業皇帝2017》
- 2016年：電影   《告別之前》
- 2016年：電影   《西謊極落之太爆太子太空艙》
- 2016年：電影   《救殭清道夫》
- 2014年：電影   《辣警霸王花》（香港部份）
- 2014年：電影   《緣來說再見》
- 2014年：電影   《愛打卡》
- 2014年：電影   《海濱薄夢》
- 2015年：電視劇   《Yeh Rishta Kya Kehlata Hai（印度）》（香港部份）
- 2013年：電視劇 《总有出头天 (香港电台电视剧)》
- 2013年：香港電台 《狂瀾》
- 2013年：電影   《冬戀望日》
- 2012年：香港電台 《我們的板球場》
- 2012年：電影   《一路向西》
- 2011年：電視劇《火速救兵》

## 執行製片作品
- 2015年：電影   《選老頂》
- 2014年：電影   《絕地逃亡》
- 2012年：電影   《百星酒店》
- 2012年：電影   《紮職》
- 2011年：電影   《盲探》
- 2011年：電影   《蜜桃成熟時33D》
- 2011年：電影   《浮城》
- 2010年：電影   《熱愛島》
- 2010年：電影   《龍鳳店》
- 2010年：電影   《唐伯虎點秋香2》
- 2010年：電影   《報應》
- 2009年：電影   《旺角監獄》
- 2008年：電影   《短暫的生命》
- 2008年：電影   《意外 (电影)》
- 2007年：電影   《葬禮揸fit人》

## 外聯製片作品
- 2015年：電影   《人造天劫》（香港部份）
- 2015年：廣告   《iPhone 6s》
- 2014年：綜藝   《Amazing Race》（香港部份）
- 2013年：電影   《變形金剛：殲滅世紀》（香港部份）
- 2009年：電視劇 《Yok Lai Mek（泰國）》（香港部份）
- 2006年：電影   《irreversi》

## 其他參與作品
- 2009年：電影   《72家租客》
- 2009年：電影   《火龍》
- 2008年：電影   《再生號》
- 2007年：電影   《奪帥》
- 2007年：電影   《兄弟之生死同盟》
- 2007年：電影   《戲王之王》
- 2006年：電影   《機動部隊—人性》
- 2006年：電影   《綁架》
- 2005年：電影   《人在江湖》
- 2005年：電影   《危險人物》